# Dan Boie Kratfeldt
Dan Boie Kratfeldt (født 21. marts 1985) er en dansk skuespiller, der har medvirket i flere film og tv-serier, såsom film som Shorta, Julemandens Datter 2 til tv-serier som Bedrag 3 og Den Som Dræber 3.
Bedst kendt er han for Huset hvor han spiller Panik.